# Akademickie Centrum Komunikacji Strategicznej
Akademickie Centrum Komunikacji Strategicznej (ACKS) – think tank, który powstał w maju 2021 r. przy Akademii Sztuki Wojennej.

## Misja
Misją ACKS jest usprawnienie systemu komunikacji w Wojsku Polskim, zwiększanie świadomości społeczeństwa na temat zagrożeń płynących ze środowiska informacyjnego oraz inicjowanie debaty publicznej na temat komunikacji strategicznej (StratCom) i przeciwdziałania dezinformacji.

## Zadania
ACKS prowadzi szkolenia, analizuje przestrzeń informacyjną, upowszechnia wiedzę na temat StratCom oraz wypracowuje skuteczne rozwiązania w zakresie walki z dezinformacją.
Eksperci z ACKS opracowują analizy, raporty, opinie i ekspertyzy, a także rekomendacje w zakresie komunikacji strategicznej na potrzeby m.in. Ministerstwa Obrony Narodowej, z uwzględnieniem zagrożeń pojawiających się w środowisku informacyjnym.
ACKS organizuje konferencje, debaty i seminaria w obszarze StratCom, a także prowadzi działalność edukacyjną w zakresie komunikacji strategicznej poprzez organizację kursów na potrzeby MON, ze szczególnym uwzględnieniem doskonalenia praktycznych umiejętności komunikacyjnych.

## Struktura
ACKS tworzą dwa ośrodki: Ośrodek Analiz i Doktryn oraz Ośrodek Szkolenia:
- Ośrodek Analiz i Doktryn ACKS zajmuje się monitorowaniem i analizą pojawiających się tendencji w środowisku informacyjnym, na podstawie których opracowuje raporty, ekspertyzy, opinie i publikacje dotyczące komunikacji strategicznej w Polsce i NATO. Uczestniczy również w badaniach naukowych w ww. obszarach oraz pracach nad nowoczesnymi technologiami informatycznymi, zagrożeniami hybrydowymi i ich wpływem na bezpieczeństwo narodowe Polski. We współpracy z Centrum Doktryn i Szkolenia SZ RP opracowuje i aktualizuje doktryny dotyczące komunikacji strategicznej oraz przepisy dotyczące polityki informacyjnej MON.
- Ośrodek Szkolenia ACKS prowadzi kursy i szkolenia dla personelu polskiego i międzynarodowego w zakresie komunikacji strategicznej. Ponadto przygotowuje i organizuje konferencje naukowe i seminaria (m.in. na potrzeby MON). Współuczestniczy w planowaniu, przygotowaniu i realizacji ćwiczeń szczebla strategicznego i operacyjnego, a także współpracuje m.in. z Centrum Eksperckim Komunikacji Strategicznej NATO w Rydze w zakresie sojuszniczego procesu szkoleniowego (Global Programming Proces).

## Publikacje
Centrum wydaje Biuletyn ACKS w języku polskim i angielskim, w którym publikowane są artykuły związane z szeroko rozumianą komunikacją strategiczną. Centrum wydaje także Signal Information w języku angielskim, w którym wskazywane są działania dezinformacyjne skierowane przeciwko Polsce, w szczególności przeciwko Siłom Zbrojnym RP. Wydawane są także Biuletyny Specjalne, wśród niech między innymi:
- Sytuacja na granicy polsko-białoruskiej ,,Kryzys rozpisany na długi czas” – omawia kryzys na granicy polsko-białoruskiej, mechanizmy dezinformacji Białorusi i Rosji.
- Deepfake – opisuje istotę deepfaku, jego rolę w komunikacji oraz znaczenie w kontekście nowych technologii dezinformacyjnych.
- Dezinformacja społeczeństwa polskiego na łamach ,,Gońca Czerwonego” w 1920 r.
- Badanie podatności na dezinformację – to raport dotyczący podatności polskiego społeczeństwa na dezinformację.
- Strategicznie o… ukraińskich Wojskach Obrony Terytorialnej – omawia rolę ukraińskich Wojsk Obrony Terytorialnej podczas wojny z Rosją.
- Strategicznie o... monarchii brytyjskiej - dyskutuje rolę monarchii brytyjskiej we współczesnym świecie.
- Strategicznie o... sporcie w wojsku - mówi o sporcie powszechnym i jego roli w kształtowaniu postaw.

## Podcasty
ACKS na serwisach Spotifi oraz YouTube prowadzi cykl podcastów ,,W Centrum StratCom”. W rozmowach z ekspertami poruszane są zagadnienia związane z wojskiem, bezpieczeństwem, komunikacją, a także przeciwdziałaniem dezinformacji oraz wojnie informacyjnej.

## Konferencje
ACKS regularnie organizuje konferencje, seminaria oraz spotkania. Cyklicznym wydarzeniem jest konferencja Strategicznie o…, w ramach której prezentowane są osoby, instytucje oraz wydarzenia związanie z komunikacją strategiczną.
- 17 września 2021 r. „Niepodległość Informacji” pod patronatem Ministra Obrony Narodowej. W debacie o tym, jak rozpoznawać dezinformację i jak jej przeciwdziałać, jak współpracować i informować w kryzysie, a także jak rozpoznawać zagrożenia hybrydowe, rozmawiali eksperci reprezentujący różne środowiska akademickie, dziennikarze oraz przedstawiciele instytucji publicznych i niezależnych think tanków. Panelistami konferencji byli m.in. przedstawiciele administracji publicznej, Wojska Polskiego, a także Dyrektor Centrum Eksperckiego Komunikacji Strategicznej NATO (NATO StratCom CoE), szefowa EEAS East StratCom Task Force, kierownik działu współpracy z zagranicą Europejskiego Centrum Eksperckiego ds. Przeciwdziałania Zagrożeniom Hybrydowym, kierownik ds. polityki publicznej w Facebooku oraz przedstawiciel Global Engagement Center (GEC) Departamentu Stanu USA[7]. Podczas konferencji podpisano dokumenty kontrolne kursu (Course Control Documents), które rozpoczynają proces certyfikacji kursu StratCom prowadzonego przez ACKS zgodnie ze standardami NATO. Proces certyfikacji prowadzi Sojusznicze Dowództwo ds. Transformacji w Norfolk, USA.
- 28 stycznia 2022 r. zaprezentowany został raport Instytutu Badań Rynkowych i Społecznych IBRiS. W raporcie przedstawiono analizę podatności na dezinformację[8]. Konferencja podzielona była na dwa panele dyskusyjne, w których uczestniczyli przedstawiciele administracji publicznej, Wojska Polskiego, świata nauki i ośrodków badawczych, a także mediów. Konferencją rozpoczęto kampanię społeczną #Fejkoodporni (spot kampanii), którą ACKS prowadzi wspólnie z Centrum Operacyjnym MON. Celem kampanii jest uświadomienie społeczeństwa, czym jest dezinformacja i fake newsy, jakie stwarzają zagrożenie oraz jak się przed nimi bronić[9].
- 28 marca 2022 r. ACKS wspólnie z Centrum Operacyjnym MON zorganizowało konferencję „Ustawa o obronie Ojczyzny – Nowa Siła Wojska Polskiego”. To pierwsza taka debata ekspercka z udziałem dowódców Wojska Polskiego i znawców tematyki wojskowości od czasu uchwalenia ustawy. Uczestnicy dwóch paneli eksperckich dla żołnierzy oraz kandydatów: „Nowoczesne Siły Zbrojne” i „Zostań Żołnierzem”, rozmawiali o rozwiązaniach, jakie daje ustawa w kontekście modernizacji Sił Zbrojnych, wprowadzania koncepcji obrony powszechnej i zwiększenia liczebności Wojska Polskiego. Nowa Ustawa zapewnia gotowy plan rozwoju Sił Zbrojnych RP[10].
- 27 maja 2022 r. ACKS zorganizował konferencję ,,Granica Dezinformacji”[11], której celem było przeciwdziałanie propagandzie i manipulacji w wymiarze społecznym, związanej z kryzysem migracyjnym na granicy polsko-białoruskiej. Przedsięwzięcie stanowiło jeden z elementów kampanii społecznej pod hasłem #fejkoodporni prowadzonej wspólnie przez Centrum Operacyjne Ministra Obrony Narodowej oraz ACKS. Celem kampanii jest podnoszenie świadomości i odporności polskiego społeczeństwa na dezinformację.
- 1 czerwca 2022 r. Odbyła się pierwsza konferencja z cyklu spotkań „Strategicznie o…”. Rozmawiano o ukraińskich wojskach obrony terytorialnej"[12]. Wśród zaproszonych gości znaleźli się żołnierze 112 Brygady Obrony Terytorialnej z Kijowa. Prelegenci przedstawili swoje doświadczenia związane ze służbą oraz przygotowaniem stolicy do obrony przed rosyjskim atakiem.
- 16 września 2022 r. Przeprowadzono II edycję konferencji pt. ,,Niepodległość Informacji”. Konferencja jest poświęcona: współczesnym zagrożeniom i znaczeniu środowiska informacyjnego oraz podnoszeniu odporności na dezinformację. Celem wydarzenia było szczegółowe zdefiniowanie roli i znaczenia mediów podczas konfliktu zbrojnego oraz przedstawienie studium przypadku wojny informacyjnej na Ukrainie. Zaproszeni eksperci krajowi i zagraniczni podzielili się swoją wiedzą z zakresu komunikacji strategicznej oraz charakteru rosyjskich działań dezinformacyjnych wymierzonych zarówno w Ukrainę i w kraje NATO[13].
- 28 października 2022 r. Odbyło się,,Strategicznie o… monarchii brytyjskiej”. Debata stanowiła bezpośrednią odpowiedź na rosnące zainteresowanie opinii publicznej polityką wewnętrzną Wielkiej Brytanii, brytyjskiego protokołu dyplomatycznego oraz ceremoniału królewskiego. Eksperci przedstawili cechy komunikacji strategicznej prowadzonej przez rodzinę królewską oraz wskazali na schematy postępowania głowy państwa w trakcie kryzysów[14].
- 17 listopada 2022 r. Zainicjowano ,,Dialog Przeciwdziałania Dezinformacji”. Spotkanie w ramach dialogu było wyrazem współpracy pomiędzy poszczególnymi instytucjami rządowymi i pozarządowymi, które dostrzegają zagrożenie jakie niesie dezinformacja. Celem Dialogu było wypracowanie wspólnych schematów działań antydezinformacyjnych oraz wzmocnienie społecznej odporności na manipulację. Zaproszeni goście wymienili się wiedzą z zakresu nowych zagrożeń płynących z oddziaływania Federacji Rosyjskiej na mass media oraz globalnych trendów kształtujących środowisko informacyjne.
- 19 stycznia 2023 r. Przeprowadzono ,,Strategicznie o… rosyjskiej dezinformacji w krajach nadbałtyckich”. Konferencja stanowiła platformę wymiany doświadczeń, w ramach których przedstawiciele: Litwy, Łotwy i Estonii wyjaśnili sposoby prowadzenia przez Federację Rosyjską wojny informacyjnej w swoich państwach oraz wskazali na współczesne możliwości przeciwdziałania fake newsom[15].
- 17 marca 2023 r. Odbyło się „Strategicznie o… rekrutacji w Wojsku Polskim”. W ramach I-wszych Wojskowych Targów Służby i Pracy przygotowano debatę dotyczącą rozwoju Sił Zbrojnych RP, w tym zwiększenia liczebności wojska[16]. Podczas konferencji poruszano tematy: zdecydowanego otworzenia się wojska na nowych kandydatów, uproszczonego procesu rekrutacji, nowych form pełnienia służby takich jak Dobrowolna Zasadnicza Służba Wojskowa, motywacji młodych ludzi do wstąpienia w szeregi armii oraz możliwości rozwoju jakie oferuje Wojsko Polskie.
- 31 marca 2023 r. Przeprowadzono „Strategicznie o… sporcie w Wojsku Polskim”. ACKS otworzył konferencję poświęconą tematowi sportu w Wojsku Polskim. W trakcie dyskusji omawiano możliwości połączenia kariery wojskowej ze sportem, jego znaczenia w Siłach Zbrojnych RP oraz tego, w jaki sposób ćwiczenia fizyczne mogą kształtować osobowość żołnierza[17].

## Działalność szkoleniowa
ACKS organizuje kursy, szkolenia, a nawet studia podyplomowe z komunikacji strategicznej:
- Podstawowy kurs komunikacji strategicznej
- Zaawansowany kurs komunikacji strategicznej

- Kurs i szkolenie z komunikacji strategicznej dla WOT
- Szkolenia dla instytucji z przeciwdziałania dezinformacji
- NATO Strategic Communication Course

W lutym 2022 r. zakończył się proces certyfikacji kursu NATO Strategic Communications. Proces certyfikacji prowadziło Sojusznicze Dowództwo ds. Transformacji w Norfolk, USA. Od tej pory ACKS może prowadzić anglojęzyczny kurs komunikacji strategicznej certyfikowany przez NATO. Jest to pierwszy kurs tego typu w SZ RP. Pierwsza edycja kursu została przeprowadzona 7-11 marca 2022 r.
- Studia podyplomowe MPA (Strategic Communication in Public Administration) – celem studiów jest zdobycie wiedzy i praktycznych umiejętności w zakresie profesjonalnego wykorzystania narzędzi komunikacji strategicznej. W organizacji kształcenia przyjęto interdyscyplinarne podejście, łączące aspekty prawne z elementami nauki o komunikacji społecznej i mediach[18]. Pierwsze zajęcia rozpoczęły się w marcu 2023 r.

## Współpraca
- ACKS jest inicjatorem podpisania Listu Intencyjnego (Letter of Intent) w obszarze komunikacji strategicznej pomiędzy państwami Grupy Wyszehradzkiej[19]. Podpisanie LoI było podstawą do powołania V4 StratCom Working Group (Grupy Roboczej ds. Komunikacji Strategicznej)[20].
- Dyrektor ACKS podpisała Porozumienie (Memorandum of Understanding) z dyrektorem NATO StratCom CoE w Rydze o współpracy w obszarze StratCom[21].
- Podpisano Porozumienie z Dowództwem Wojsk Obrony Terytorialnej, które wskazuje na wzmacnianie dwustronnych relacji w obszarze szkoleń i wymiany doświadczeń[22].
- Zawarto Porozumienie (Memorandum of Understanding) z Centrum ds. przeciwdziałania dezinformacji Rady Bezpieczeństwa Narodowego i Obrony Ukrainy(inne języki). Doświadczenie strony ukraińskiej są ważnym elementem rozwoju narzędzi antydezinformacyjnych[23].
- ACKS jest częścią projektu EU-HYBNET, który jest platformą wymiany doświadczeń i realizacji międzynarodowych projektów w zakresie wypracowania metod rozpoznania i walki z zagrożeniami hybrydowymi[24].
- W październiku i listopadzie 2022 Centrum wzięło udział w szeregu konferencji organizowanych przez Ministerstwo Obrony Ukrainy. Podczas konferencji ACKS przedstawiało rozwiązania w obszarze przeciwdziałania dezinformacji.

## Projekty

### #Fejkoodporni
8 stycznia 2022 roku Centrum Operacyjne MON i Akademickie Centrum Komunikacji Strategicznej rozpoczęły ogólnopolską kampanię społeczną pod hasłem #Fejkoodporni. Uświadamia ona społeczeństwu czym jest dezinformacja i fake newsy, jakie stwarzają zagrożenia i jak się przed nimi bronić.